# Brives-sur-Charente

Brives-sur-Charente este o comună în departamentul Charente-Maritime, Franța. În 1 ianuarie 2022 avea o populație de 219 de locuitori.